# ليلى الحديوي
ليلى الحديوي من مواليد 16 يناير 1985 بمدينة الدار البيضاء في المغرب، أصبحت عارضة أزياء في سن 17، وشاركت في عروض أزياء (قفطان) لسنوات 2007، 2008، 2011، 2012، 2013، 2014.
تعمل ليلى كممثلة ومتخصصة في الموضة المغربية. والدها هو نور الدين الحديوي وهو مؤذن بمسجد الحسن الثاني وتوفي في فاجعة التدافع في منى أثناء تأديته لمناسك الحج عام 2015.

## مسيرتها
اقتحمت ليلى الحديوي عالم التمثيل أيضاً من خلال المشاركة في سلسلة القضية للمخرج نور الدين لخماري، مي تاجا (مسلسل)، زينة الحياة (مسلسل 120 حلقة)، ساعة في الجحيم (مسلسل)، كاميرا كافي (سيتكوم رمضاني)، تبدال المنازل. كما شاركت في فيلم سارة لسعيد الناصري.
قامت ليلى الحديوي بتنشيط عدة برامج منها دار في بالي، إليكي، ثم شاركت في تقديم برنامج صباحيات دوزيم (قسم الأزياء) على القناة المغربية الثانية الذي تترأسه المنشطة سميرة البلوي.
ظهرت ليلى الحديوي في أغلفة عدة مجلات. وهي وجه إعلامي للعلامتين التجاريتين: GC و Diamantine

## أعمالها
- الحاجاّت 2017
- الخاوة 2017
- سارة 2014
- وليدات كازا 2010
- برنامج ضريبة الشهرة (ضيفة شرف)
- زينة الحياة (مسلسل)
- برنامج Face à Face (ضيفة شرف)
- برنامج Jamal comedy club 2 (ضيفة شرف)
- برنامج رشيد شو  (ضيفة شرف)
- البرنامج الإذاعي في قفص الإتهام  (ضيفة شرف)
- برنامج المغامرات جزيرة الكنز (ضيفة شرف)
- حي البهجة (مسلسل) Diamantine.[1]

## وصلات خارجية
- ليلى الحديوي على موقع IMDb (الإنجليزية)